# 東京家政大学
東京家政大学（とうきょうかせいだいがく、英語: Tokyo Kasei University）は、東京都板橋区加賀1-18-1に本部を置く日本の私立大学。1881年創立、1949年大学設置。大学の略称は東京家政大、家政大。

## 概要
創立者は渡辺辰五郎。専門学校令による、日本で最初の服装を教授する専門学校であった。名称が類似する東京家政学院大学は一切の関係がない。

## 沿革

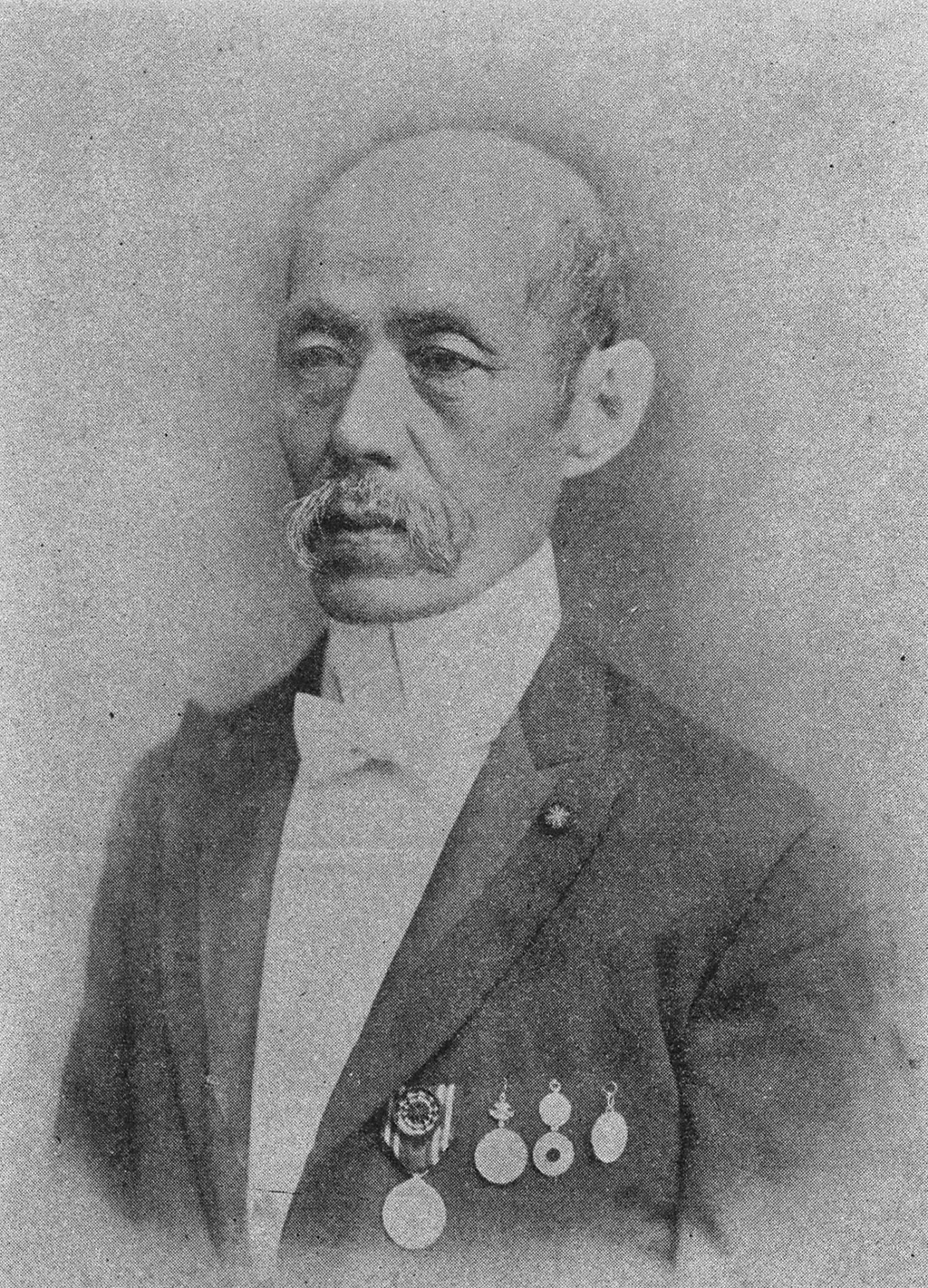
渡辺辰五郎

- 1881年 渡辺辰五郎が本郷湯島に裁縫の私塾、和洋裁縫伝習所を開設
- 1892年 東京府の認可を得て、東京裁縫女学校と改称
- 1906年 師範科開設
- 1908年 師範科を廃止し、高等師範科を開設
- 1911年 財団法人私立東京裁縫女学校を設立
- 1920年 財団法人東京裁縫女学校と改称
- 1922年 東京裁縫女学校高等師範科を東京裁縫女学校専門部と改組して東京女子専門学校と改称する。専門学校令による日本で最初の服装を教授する専門学校となる。
- 1926年 法人名を財団法人渡辺女学校と改称
- 1930年 法人名を財団法人渡辺学園と改称
- 1931年 東京裁縫女学校を渡辺女学校と改称
- 1941年 渡辺女学校を改組し、渡辺高等女学校設立
- 1945年 東京大空襲により校舎焼失[2]
- 1946年 板橋区（現在地）に移転[3]
- 1947年 渡辺女子中学校を併置
- 1948年 渡辺高等女学校を母体として渡辺学園女子高等学校設立し、渡辺女子中学校を渡辺学園女子中学校と改称
- 1949年 東京家政大学家政学部生活科学科児童栄養専攻、被服専攻設置。渡辺学園女子中学校・同高等学校を東京家政大学附属女子中学校、東京家政大学附属女子高等学校と改称。
- 1950年 東京家政大学短期大学部家庭科児童栄養専攻、同被服専攻を設置
- 1951年 法人組織を学校法人渡辺学園と変更
- 1953年 東京家政大学附属みどりヶ丘幼稚園を設置
- 1962年 家政学部生活科学科を廃止し、児童学科・栄養学科・服飾美術学科を設置、短期大学部家庭科を廃止し、保育科・栄養科・服飾美術科を設置
- 1968年 栄養学科の専攻を栄養学専攻、管理栄養士専攻に分離
- 1970年 児童学科の専攻を児童学専攻、児童教育専攻に分離
- 1971年 服飾美術学科の専攻を被服専攻、美術専攻に分離
- 1981年 東京家政大学生活資料館（現在の東京家政大学博物館の前身）を開館
- 1986年 狭山キャンパスを新設し、文学部英語英文学科、心理教育学科を開学
- 1989年 東京家政大学大学院家政学研究科修士課程食物栄養学専攻、被服造形学専攻を設置
- 1991年 創立110周年
- 1992年 大学院家政学研究科修士課程に児童学専攻を増設、家政学部栄養学科に環境情報専攻を増設
- 1993年 大学院家政学研究科博士課程に人間生活学専攻を設置
- 1994年 校祖 渡辺辰五郎 生誕150周年
- 1995年 短期大学部に国際コミュニケーション科を増設
- 1996年 大学院に文学研究科修士課程英語英文学専攻、心理教育学専攻を設置
- 1997年 家政学部栄養学科環境情報専攻を環境情報学科に改組
- 1997年 東京家政大学生活資料館を東京家政大学博物館に館名変更
- 2002年 家政学部児童学科に育児支援専攻を増設
- 2003年 家政学部服飾美術学科美術専攻を造形表現学科に改組
- 2009年 文学部を人文学部英語コミュニケーション学科、心理カウンセリング学科、教育福祉学科に改組し、板橋校舎に集約
- 2012年 大学院家政学研究科と文学研究科を統合し、人間生活学総合研究科を設置
- 2014年 狭山校舎に新たに看護学部・子ども学部・ 東京家政大学かせい森のおうち（保育所）を設置
- 2018年 看護学部を健康科学部と改称し、リハビリテーション学科を狭山キャンパスへ開設。
- 2019年 幼稚園型認定こども園東京家政大学附属みどりヶ丘幼稚園及び東京家政大学ナースリールーム（事業所内保育所）を開設。
- 2022年 家政学部栄養学科が栄養学部として独立。

## 学部
- 家政学部
  - 児童学科（2023年4月学生募集停止）
  - 児童教育学科（2023年4月学生募集停止）
  - 服飾美術学科
  - 環境共生学科　(2024年4月に環境教育学科から名称変更、2026年4月学生募集停止予定)
  - 造形表現学科
- 児童学部（2023年4月開設）
  - 児童学科
    - 児童学専攻
    - 育児支援専攻

  - 初等教育学科
- 栄養学部
  - 栄養学科
  - 管理栄養学科
- 人文学部
  - 英語コミュニケーション学科
  - 心理カウンセリング学科
  - 教育福祉学科
- 健康科学部
  - 看護学科
  - リハビリテーション学科
    - 作業療法学専攻
    - 理学療法学専攻
- 子ども支援学部（2023年4月に子ども学部から名称変更）
  - 子ども支援学科
- 短期大学部 (2026年4月学生募集停止予定)
  - 保育科
  - 栄養科

## 大学院
- 人間生活学総合研究科（2012年に家政学研究科と文学研究科を統合し設置）
  - 児童学児童教育学専攻（修士課程）
  - 健康栄養学専攻（修士課程）
  - 造形学専攻（修士課程）
  - 英語・英語教育研究専攻（修士課程）
  - 臨床心理学専攻（修士課程）
  - 教育福祉学専攻（修士課程）
  - 人間生活学専攻（博士後期課程）

大学院に限り男女共学である。

## キャンパス・交通
- 板橋キャンパス
  - 東京都板橋区加賀1-18-1
  - 人文学部・家政学部・大学院・短期大学部
  - JR東日本埼京線十条駅下車徒歩5分
  - 都営地下鉄三田線新板橋駅下車徒歩10分
- 狭山キャンパス
  - 埼玉県狭山市稲荷山2-15-1

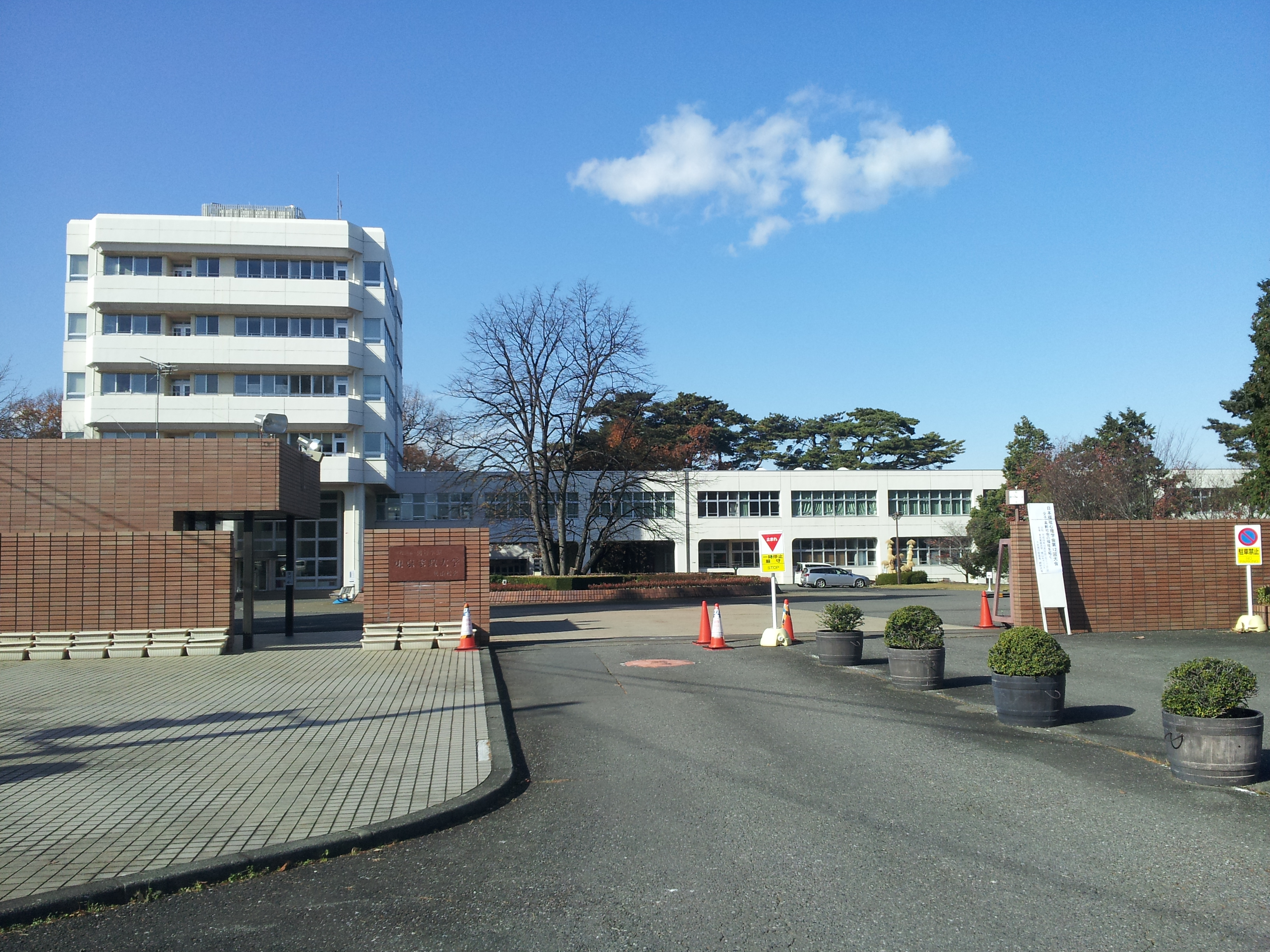
東京家政大学狭山キャンパス

  - 看護学部・子ども学部・地域連携協力推進センター
  - 西武池袋線稲荷山公園駅下車徒歩3分
  - 西武池袋線入間市駅下車徒歩15分

## 附属施設
- かせい森のクリニック

## 学内奨学金
1 - 4年次（短大生含む）
- 渡辺学園奨学金
- 遠藤奨学金
- 鶴田奨学金
- 木曽山奨学金
- 相原奨学金
- 青木奨学金
- 石川梅子奨学金
- 後援会奨学金

2年次まで（短大生含む）
- 緑窓会奨学金

1年次のみ
- 前澤育英財団
- 中村積善会

留学生向け
- 三木奨学金
- 松井・ト部奨学金
- 高橋奨学金（主に留学生向け）

栄養学科向け
- 宮本真澄奨学金

児童学科3年次 、児童教育学科3年次、保育科1年次向け
- 中地・阿部奨学金

## 大学関係者一覧

### 現教職員・元教職員
- 椙山正弌 - 教育者。椙山女学園創設者で初代学長・理事長。（※渡辺辰五郎が特例で入学許可した男子）
- 椙山今子 - 教育者。椙山女学園創設者。椙山正弌の妻。
- 土肥モト - 教育者。土肥女子学園創設者。
- 寺部だい - 教育者。学校法人安城学園創設者。
- 日暮眞 - 小児科学者。東京大学 名誉教授。 日本におけるダウン症候群研究の第一人者。

### 出身者
- 佐藤昭子 - 田中角栄元首相秘書。中退している。
- 長谷川典子 - 政治家。茨城県常総市長、茨城県議会議員などを歴任。
- hiro:n - シンガーソングライター。
- 河内さくら - 郷土料理研究家。
- 関口美穂 - 女子競輪選手。
- 髙𣘺彩 - フリーアナウンサー。
- 武田るい　- タレント。
- 伊藤慶子 - 女優。東京女子専門学校卒業。

## 対外関係

### 他大学との協定

#### 国内大学
- 放送大学[4]